# IC 86
IC 86 ist eine Balken-Spiralgalaxie vom Hubble-Typ SBab im Sternbild Walfisch südlich der Ekliptik. Sie ist schätzungsweise 590 Millionen Lichtjahre von der Milchstraße entfernt und hat einen Durchmesser von etwa 120.000 Lj.
Das Objekt wurde am 2. September 1892 vom französischen Astronomen Stéphane Javelle entdeckt.